# ذخیره ملی فلور و فون و تریکوئه
ذخیره ملی فلور و فون و تریکوئه (به اسپانیایی: Reserva nacional de flora y fauna de Tariquía) یک منطقه حفاظت‌شده در بولیوی است که در شهرستان تاریخا واقع شده‌است.